# 科胜讯
科胜讯公司是一家美国的半导体公司，其前身为洛克维尔半导体。

## 历史
1967年，洛克维尔开始生产半导体计算器。

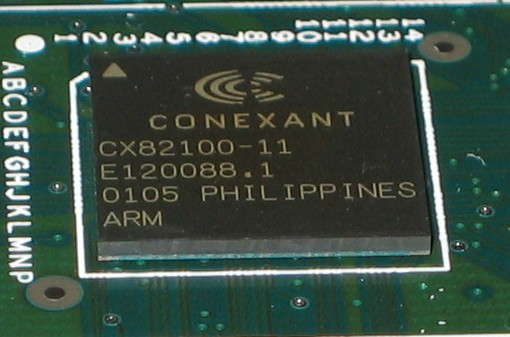
一顆主要用於路由器的科胜讯公司 ARM處理器

1983年，经营电视机顶盒业务的Brooktree公司成立。
1984年，经营宽带芯片业务的Comstream公司成立。
1996年，洛克维尔半导体收购Brooktree公司。
1997年，洛克维尔半导体收购Comstream公司。
1999年，洛克维尔半导体脱离洛克维尔国际，成为科胜讯公司。
2002年，科胜讯剥离Jazz Semiconductor，退出芯片生产业务。
2003年，科胜讯收购DSL、Wi-Fi解决方案提供商GlobespanVirata。
2004年，科胜讯收购H.264技术提供商Amphion Semiconductor，收购高清晰度电视技术提供商Amphion Semiconductor。
2017年，科勝訊被Synaptics收購。